# Саенко, Сергей Валерьевич
Сергей Валерьевич Саенко (укр. Сергій Валерійович Саєнко; род. 4 июня 1972, Киев) — украинский дипломат. Чрезвычайный и Полномочный Посол Украины в Марокко (с 2022 года).

## Биография
Окончил французскую филологию Киевского лингвистического университета (1994), стажировался в Университете Поля Валери в Монпелье (1993). Студент Дипломатической академии МИД Украины (2002—2004). Аттестат о присвоении квалификации по специальности «Управление общественным развитием» получил в Академии государственного управления при Президенте Украины (2010—2011).
На дипломатической службе в Министерстве иностранных дел Украины с 1995 года. Значительное время занимался политическими вопросами в Департаменте по европейским делам МИД Украины. До своего назначения в Рабат с 2016 по 2022 годы работал заместителем директора, врио директора департамента Европейского Союза и НАТО — начальником отдела юстиции и внутренних дел Министерства иностранных дел Украины. Возглавлял украинскую делегацию на переговорах с Республикой Молдова по развитию границы и инфраструктуры совместных пунктов пропуска. Был членом мониторинговых комитетов трансграничного сотрудничества в рамках политики соседства Восточного партнёрства, членом украинской рабочей группы по введению безвизового режима для граждан Украины в ЕС.
Работал в зарубежных миссиях Украины на различных должностях в представительстве Украины при Европейском Союзе (1998—2002, 2011—2016) и Миссии Украины при НАТО (2004—2008). Представлял Украину в комитете НАТО по планированию на случай чрезвычайных ситуаций высокого уровня (2005—2008). Был членом рабочих групп по вопросам общей внешней политики и политики безопасности, регионального развития и программирования технической помощи во время переговоров по Соглашению об ассоциации между Украиной и Европейским Союзом (2011—2013).
С 18 октября 2022 года — Чрезвычайный и Полномочный Посол Украины в Королевстве Марокко.
14 декабря 2022 года — вручил копии верительных грамот министру иностранных дел Королевства Марокко Нассеру бурите.
Имеет знаки отличия Министерства иностранных дел, Кабинета Министров и Верховной Рады Украины.